# 제니바코역
제니바코역(일본어: 銭函駅 제니바코에키[*])은 일본 홋카이도 오타루시에 있는 홋카이도 여객철도 하코다테 본선의 철도역이다.

## 역 구조
2면 2선의 승강장이 있는 지상역이다. 중앙에 있는 선로(2번선)에는 승강장이 없으며, 호시미 역 시종착 열차가 되돌림 운전을 하기 위해서 주로 사용한다.
| 1 | ■ 하코다테 본선 | 오타루칫코 · 오타루 방면                         |
| 3 | ■ 하코다테 본선 | 삿포로 · 이와미자와 · 지토세 · 신치토세쿠코 방면 |

## 역 주변
이시카리 평야의 북서단에 위치하고 있으며, 역사 옆쪽으로는 이시카리 만안이 펼쳐져있다.
- 제니바코 우편국
- 오타루 시립 제니바코 초등학교
- 오타루 시립 제니바코 중학교
- 오타루 시청 제니바코 서비스 센터

## 역사
- 1880년 11월 11일 - 관영 호로나이 철도의 역으로 가개업.
- 1880년 11월 28일 - 정식 개업.
- 1889년 12월 11일 - 홋카이도 탄광철도에 양도됨.
- 1906년 10월 1일 - 홋카이도 탄광철도 국유화.
- 1978년 10월 2일 - 화물 취급 폐지.
- 1984년 2월 1일 - 수하물 취급 폐지.
- 1987년 4월 1일 - 일본국유철도 분할 민영화로 홋카이도 여객철도가 계승.
- 2007년 10월 - 역 번호 부여. S11.
- 2008년 10월 25일 - IC 카드(Kitaca)의 사용 개시.

## 인접한 역
| 홋카이도 여객철도 ■ 하코다테 본선 | 홋카이도 여객철도 ■ 하코다테 본선   | 홋카이도 여객철도 ■ 하코다테 본선                |
| --------------------------------- | ----------------------------------- | ------------------------------------------------ |
| S12 아사리 오타루 방면            | ● 구간쾌속 "이시카리 라이너" ● 보통 | S10 호시미 삿포로 · 이와미자와 · 도마코마이 방면 |

## 관련 사이트
- (일본어) 역 구내도 (제니바코 역) - 홋카이도 여객철도